# Montgaillard (Ariège)
Montgaillard é uma comuna francesa na região administrativa de Occitânia, no departamento de Ariège. Em 2010 a comuna tinha 1 505 habitantes (densidade: 189,8 hab./km²).